# Friedrich Ernst von Reitzenstein
Freiherr Friedrich Ernst von Reitzenstein († 1. Januar 1739 in Belgrad) war kaiserlicher Generalfeldwachtmeister und ab 1737 bis zu seinem Tod Inhaber der Infanterie-Regiments No. 12.

## Leben
Friedrich Ernst von Reitzenstein entstammt dem alten Adelsgeschlecht Reitzenstein aus Ober-Sachsen.
Er ging in jungen Jahren in kaiserliche Dienste. Er diente im Infanterieregiment Neuperg, wo er bis zum Oberst aufstieg. Er wurde am 22. Februar 1734 zum Generalfeldwachtmeister ernannt. Im Rahmen des Polnischen Erbfolgekrieges kämpfte er im Feldzug in Italien.
Im Jahr 1737 wurde er Inhaber des Infanterie-Regiments No.12, was er bis zu seinem Tode 1739 blieb. Sein Regiment wurde im 7. Türkenkrieg eingesetzt und kam mit dem Korps unter dem Kommando des Prinzen Josef von Hildburghausen (1702–1787) nach Bosnien. Von Italien gelangte sein Regiment zu Wasser über Triest nach Alt-Gradiška, wo sich das Korps unter von Hildburghausen versammelte. Von dort marschierte das Korps nach Banja Luka und belagerte die Stadt. Das Regiment hatte am 30. Juli 1737 1188 Mann. Das Korps musste sich jedoch nach einer verlorenen Schlacht am 4. August vor einer osmanischen Übermacht hinter die Save zurückziehen. Das Regiment verlor bei der Schlacht knapp 100 Mann. Im Winter 1737/38 stand das Regiment in Slawonien (Kroatien) und Syrmien (Serbien) im Winterquartier. Von dort kamen zwei Bataillone und die Grenadier-Kompanien des Regiments zur Hauptarmee unter Franz von Lothringen. Das Regiment kämpfte in vorderster Reihe u. a. bei der Schlacht bei Kornia und Ratza auf dem Balkan. 1738 war sein Regiment bei der Verteidigung Belgrads eingesetzt, wofür er im Dezember 1738 zur Ernennung zum Feldmarschall-Lieutenant vorgeschlagen wurde.
Er war Mitglied des Kriegsgerichts gegen den General Nicolas Doxat.
1738 wurde er als Unterkommandant nach Belgrad versetzt. Er erkrankte und starb nach kurzer Krankheit am 1. Januar 1739 als Feldmarschall-Lieutenant.